# Ткемаладзе, Галина Силионовна
Галина Силионовна Ткемаладзе (1923 год, Шорапанский уезд, Кутаисская губерния, Грузинская ССР) — звеньевая колхоза имени Хозе Диас Зестафонского района, Грузинская ССР. Герой Социалистического Труда (1949).

## Биография
Родилась в 1923 году в крестьянской семье в одном из сельских населённых пунктов Шорапанского уезда Кутаисской губернии. Окончила местную сельскую школу. С конца 1930-х годов трудилась рядовой колхозницей в колхозе имени Хозе Диас Зестафонского района. В послевоенные годы возглавляла виноградарское звено в этом же колхозе.
В 1949 году звено под её руководством собрало в среднем по 80,4 центнера винограда шампанских вин с каждого гектара на участке площадью 3 гектара. Указом Президиума Верховного Совета СССР от 9 августа 1949 года удостоена звания Героя Социалистического Труда за «получение высоких урожаев винограда в 1948 году» с вручением ордена Ленина и золотой медали «Серп и Молот».
Этим же Указом звание Героя Социалистического Труда получили труженики колхоза имени Хозе Диас бригадиры Иродий Бичиевич Каландадзе, Валериан Бичиевич Талахадзе и звеньевые Николай Германович Гвелесиани, Анна Георгиевна Ткемаладзе, Синепор Галактионович Ткемаладзе.
После выхода на пенсию проживала в Зестафонском районе.